# Interleukin 4
Interleukin-4 (IL-4)är en cytokin, som fungerar som viktig reglerare av det humorala och adaptiva immunförsvaret. Den har olika biologiska effekter som inkluderar:
- naiva (CD4+) T-celler differentierar till Th2-celler
- aktiverade B- och T-celler genomgår mitos
- inducerar B-celler att byta till IgE-produktion (class switch) och ökar produktion av MHC-II

Th2-celler producerar IL-4. Cellen som initialt producerar IL-4, och därigenom får Th0 att bli Th2 har inte blivit identifierad, men nygjorda studier föreslår att det är basofila granulocyter.
Överproduktion av IL-4 är associerat med allergier.